# Rivière aux Ours (rivière Portneuf)
Pour les articles homonymes, voir Rivière aux Ours et Ours (homonymie).
Cet article possède un paronyme, voir Rivière à l'Ours.
La rivière aux Ours est un affluent de la rivière Portneuf, coulant sur la rive Nord-Ouest du fleuve Saint-Laurent, dans le territoire non organisé du Lac-au-Brochet, dans la municipalité régionale de comté (MRC) de La Haute-Côte-Nord, dans la région administrative de la Côte-Nord, dans la Province de Québec, au Canada.
Une route forestière dessert toute la vallée de la rivière aux Ours ; cette route longe aussi la rive Sud de la rivière Portneuf pour rejoindre vers l’Est la route 138 au village de Sainte-Anne-de-Portneuf ; cette dernière route longe la rive Nord-Est du fleuve Saint-Laurent. À l’opposé, dans la partie supérieure de la rivière à l’Ours, cette route forestière continue vers le Sud-Ouest pour desservir le Lac à la Pipe, le lac Marcel et rejoindre la route de la vallée de la rivière des Escoumins,.
La foresterie constitue la principale activité économique du secteur ; les activités récréotouristique, en second, principalement grâce à la Zec Nordique dont une partie importante de sa limite Nord est le cours de la rivière aux Ours.
La surface de la rivière aux Ours est habituellement gelée de la fin novembre au début avril, toutefois la circulation sécuritaire sur la glace se fait généralement de la mi-décembre à la fin mars.

## Géographie
Les principaux bassins versants voisins de la rivière aux Ours sont :
- côté Nord : rivière Portneuf, ruisseau à la Loutre, ruisseau Émond, rivière Rocheuse (rivière Portneuf), rivière Portneuf Est ;
- côté Est : rivière Portneuf, lac des Perches, ruisseau Montisembeau, rivière des Cèdres (rivière Portneuf), rivière aux Castors (rivière du Sault au Mouton), fleuve Saint-Laurent ;
- côté Sud : rivière des Escoumins, rivière des Savanes, rivière du Sault au Mouton ;
- côté Ouest : rivière Portneuf (Côte-Nord), ruisseau Émond, ruisseau de la Perdrix Blanche, Lac des Cœurs[2].

La rivière aux Ours prend sa source à l'embouchure d’un lac Bébé (longueur : 0,9 km ; altitude : 537 m) entouré de montagnes, dans le territoire non organisé de Lac-au-Brochet. Une ancienne tour de garde de feu était située sur un sommet de montagne (altitude : 476 m à 0,6 km au Sud-Ouest du lac à la Pipe et à 3,3 km au Sud-Est de l’embouchure du lac Bébé. Ce lac est alimenté par les eaux des flancs montagneux voisins.
À partir de ce lac Bébé, la rivière aux Ours coule généralement vers le Nord-Est entièrement en zones forestières sur 20,6 km selon les segments suivants :
- 3,0 km vers l’Est, jusqu'à la décharge (venant du Sud-Ouest) du Lac à la Pipe (longueur : 2,1 km ; altitude : 466 m) ;
- 6,1 km vers le Nord-Est, jusqu’à la décharge (venant de l’Ouest) de trois petits lacs ;
- 2,5 km vers le Nord-Est, jusqu'à un ruisseau (venant du Nord-Est) et drainant quatre petits lacs forestiers ;
- 9,0 km vers le Nord-Est dans une vallée encastrée entre les montagnes, en serpentant en fin de segment, et en coupant la route forestière au premier tiers du segment et en fin de segment, jusqu'à la confluence de la rivière[2].

La rivière aux Ours se déverse dans une courbe de la rive Sud de la rivière Portneuf. Cette confluence est située à :
- 43,7 km à l’Ouest de la confluence de la rivière Portneuf (Côte-Nord) et du fleuve Saint-Laurent ;
- 41,9 km au Sud-Ouest du centre-ville de Forestville ;
- 48,9 km au Nord-Ouest du centre du village des Escoumins ;
- 68,5 km au Nord du centre du village de Tadoussac[2].

## Toponymie
Le toponyme rivière aux Ours a été officialisé le 5 décembre 1968 à la Banque des noms de lieux de la Commission de toponymie du Québec, soit à la création de cette commission.